# Municipio de Indian Creek (Illinois)
El municipio de Indian Creek (en inglés: Indian Creek Township) es un municipio ubicado en el condado de White en el estado estadounidense de Illinois. En el año 2010 tenía una población de 2322 habitantes y una densidad poblacional de 16,55 personas por km².

## Geografía
Según la Oficina del Censo de los Estados Unidos, el municipio tiene una superficie total de 140.28 km², de la cual 139,49 km² corresponden a tierra firme y (0,56 %) 0,79 km² es agua.

## Demografía
Según el censo de 2010, había 2322 personas residiendo en el municipio de Indian Creek. La densidad de población era de 16,55 hab./km². De los 2322 habitantes, el municipio de Indian Creek estaba compuesto por el 98,79 % blancos, el 0,43 % eran afroamericanos, el 0,09 % eran amerindios, el 0,04 % eran asiáticos, el 0,09 % eran de otras razas y el 0,56 % eran de una mezcla de razas. Del total de la población el 0,99 % eran hispanos o latinos de cualquier raza.